# Ungheni, Iași
Ungheni este un sat în comuna cu același nume din județul Iași, Moldova, România. Localitatea este situată pe malul vestic al Prutului, în dreptul orașului omonim din Republica Moldova, cu care a alcătuit în trecut aceeași localitate.
Despre existența satului Ungheni sunt date permanente între anii 1443 si 1858. Satul, împreună cu Berești și Mânzătești au aparținut când mănăstirii Galata, când mănăstirii Sfântul Sava. La începutul secolului al XVIII-lea satul se afla în calea drumurilor comerciale care faceau legătură cu alte târguri și orașe, care legau Moldova de Rusia.
În anul 1868 începe construirea căii ferate Iași-Ungheni Târg din Basarabia, a gării, podului metalic peste Prut și refacerea drumului Iași-Ungheni. Satul devine punct de frontieră și cunoaște o dezvoltare importantă.
Statistica anulul 1907 consemnă: Ungheni, cu 411 locuitori, cu un spital județean, un post telefonic la gară și un post de jandarmerie cu local închiriat. Astăzi satul Ungheni are aproape 700 de locuitori, 240 de gospodării și 205 locuințe, o școală primară, o grădiniță, o biserică, o gară.

## Imagini

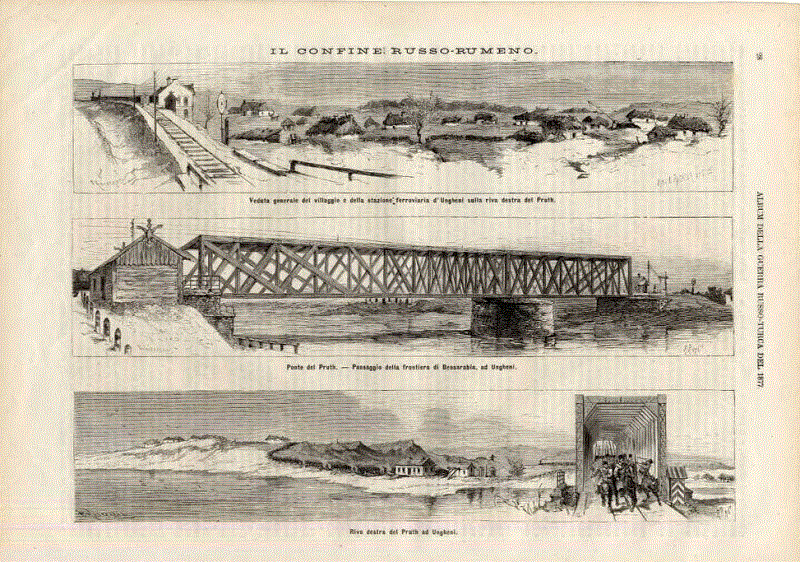
Podul Eiffel